# بیل پکستون
ویلیام «بیل» پَکستون (انگلیسی: William "Bill" Paxton; زادهٔ ۱۷ مهٔ ۱۹۵۵ - درگذشتهٔ ۲۵ فوریهٔ ۲۰۱۷) بازیگر و فیلم‌ساز آمریکایی بود. وی در فیلم‌هایی مانند نابودگر (۱۹۸۴)، بیگانه‌ها (۱۹۸۶)، غارتگر ۲ (۱۹۹۰)، دروغ‌های حقیقی (۱۹۹۴)، آپولو ۱۳ (۱۹۹۵)، گردباد (۱۹۹۶)، تایتانیک (۱۹۹۷)، یو-۵۷۱ (۲۰۰۰)، لبه فردا (۲۰۱۴) و شبگرد (۲۰۱۴) به ایفای نقش پرداخته بود.
پکستون در مجموعهٔ تلویزیونی درام اچ‌بی‌او به‌نام عشق بزرگ (۲۰۱۱–۲۰۰۶) به ایفای نقش پرداخته بود که برایش سه نامزدی جایزهٔ گلدن گلوب به همراه داشت. او بخاطر ایفای نقش رندال مک‌کوی در مینی‌سریال خانواده هتفیلد و مک‌کوی (۲۰۱۲) نامزد دریافت یک جایزهٔ امی و یک جایزهٔ انجمن بازیگران فیلم شده‌بود.

## کارنامهٔ هنری

### سینما
- تصرف تایگر مانتین (۱۹۸۳)
- بیگانه‌ها (۱۹۸۶)
- تاریکی نزدیک (۱۹۸۷)
- نزدیک‌ترین خویشاوند (۱۹۸۹)
- جریان پس‌رو (۱۹۸۹)
- یگان ویژه (۱۹۹۰)
- غارتگر ۲ (۱۹۹۰)
- عقب‌مانده تاریک (۱۹۹۱)
- سرگردان (۱۹۹۲)
- توم‌استون (۱۹۹۳)
- تابستان هندی (۱۹۹۳)
- دروغ‌های حقیقی (۱۹۹۴)
- فرانک و جسی (۱۹۹۴)
- شام آخر (۱۹۹۵)
- آپولو ۱۳ (۱۹۹۵)
- گردباد (۱۹۹۶)
- تایتانیک (۱۹۹۷)
- مسافر (۱۹۹۷)
- جو یانگ نیرومند (۱۹۹۸)
- یک نقشه ساده (۱۹۹۸)
- یو-۵۷۱ (۲۰۰۰)
- محدودیت عمودی (۲۰۰۰)
- بچه‌های جاسوس ۲: جزیره رؤیاهای ازدست‌رفته (۲۰۰۲)
- سرزمین مجازات (۲۰۰۲)
- اشباح غوطه‌ور (۲۰۰۳)
- پناهگاه (۲۰۰۴)
- بی‌استفاده (۲۰۱۱)
- خانواده هتفیلد و مک‌کوی (۲۰۱۲)
- ۲ اسلحه (۲۰۱۳)
- کلونی (۲۰۱۳)
- لبه فردا (۲۰۱۴)
- شبگرد (۲۰۱۴)
- تغییر دهنده‌های بازی (۲۰۱۵)
- بیمه عمر (۲۰۱۶)

### تلویزیون
- خانواده هتفیلد و مک‌کوی (۲۰۱۲)
- عشق بزرگ (۲۰۱۱–۲۰۰۶)
- مأموران شیلد (۲۰۱۳)

## مرگ
بیل پکستون در سن ۶۱ سالگی روز شنبه ۲۵ فوریه ۲۰۱۷ به دلیل عوارض ناشی از عمل جراحی و سکته مغزی درگذشت و در آرامگاه فارست لان مموریال پارک به خاک سپرده شد.